# Mina Providencia
Mina Providencia era el nombre que recibía una mina de cobre ubicada en la zona de la puna de Atacama, en el departamento Susques, en la Provincia de Jujuy, Argentina.

## Población
A sus alrededores se conformó una población, luego deshabitada al interrumpirse la explotación de la mina.
Contaba con tan sólo 9 habitantes (Indec, 2001), lo que representa un marcado descenso del 90,5% frente a los 95 habitantes (Indec, 1991) del censo anterior.

## Defensa Civil

### Sismicidad
La sismicidad del área de Jujuy es frecuente y de intensidad baja, y un silencio sísmico de terremotos medios a graves cada 40 años.
- Sismo de 1863: aunque dicha actividad geológica catastrófica, ocurre desde épocas prehistóricas, el terremoto del 4 de enero de 1863 (162 años),[2] señaló un hito importante dentro de la historia de eventos sísmicos jujeños, con 6,4 Richter. Pero nada cambió extremando cuidados y/o restringiendo códigos de construcción.[1]
- Sismo de 1948: el 25 de agosto de 1848 (176 años) con 7,0 Richter, el cual destruyó edificaciones y abrió numerosas grietas en inmensas zonas[2][1]
- Sismo de 2009: el 6 de noviembre de 2009 (15 años) con 5,6 Richter